# Kwun Tong (district)
Pour les articles homonymes, voir Kwun Tong.
Le district de Kwun Tong (en chinois 觀塘區) est un district de Hong Kong.  
Anciennement connu sous le nom de Guantang, ce nom remonte à la dynastie des Song du Nord. Le "Yue Da Ji" ( Chinoise: < 粵大記> ) publié sous la dynastie Ming, le comté de Dongguan à Guangzhou porte en partie le nom du riche et officiel, et l'historien Xiao Guojian ( Chinoise: 蕭國鍵 ) estime qu'il s'agit du Guantang d'aujourd'hui. À cette époque, la région de Guantang était le gisement de sel officiel, c’est-à-dire le gisement de richesses officiel, anciennement connu sous le nom de Hamada, Lantian, au sud-est du district de Kwun Tong. 
La baie de Kwun Tong était une baie déserte avant les années 50. Dans les années 50, le gouvernement de Hong Kong commença à développer des villes satellites, tandis que le district de Kwun Tong était planifié et développé. En octobre 1954, le gouvernement de Hong Kong lança un projet de remise en état à Kwun Tong, près de la mer, ainsi que l'actuel domaine de Tsui Ping Nam, destiné à libérer le terrain pour le rendre à l'usine. Un grand nombre d'usines ont été construites des deux côtés de la route Hongtu et sur la route de source ouverte. À cette époque, de nombreux fabricants de Chine continentale ont créé des usines à Hong Kong et cette zone de récupération est devenue la plus grande zone de production de la péninsule de Kowloon. La partie remise en état (c'est-à-dire la partie sud de Kwun Tong) est devenue un usage industriel et est devenue la zone industrielle de Kwun Tong. En 1958, la zone industrielle de Kwun Tong possédait déjà un prototype et la zone de remise en état s’étendait davantage jusqu’à Ngau Tau Kok. Au début, la zone industrielle de Kwun Tong ne comportait que des câbles aériens, qui ont été remplacés par des câbles souterrains en 1960. Les travaux de remise en état dans la partie sud de Kwun Tong et de Ngau Tau Kok, au sud de Hong Tu Road, sont en grande partie terminés. 